# Kortikotropinreceptorer
Kortikotropinreceptorer, melanokortinreceptorer eller ACTH-receptorer är receptorer för adrenokortikotropiskt hormon (ACTH), även kallat kortikotropin, vilket är ett hormon i stressaxeln.
Kortikotropinreceptorer sitter på cellytorna där de använder G-protein (G(s)) som ligand för hormonet (G-proteinkopplad receptor), och stimulerar adenylatcyklasen i cellen. En undergrupp av receptorfamiljen binder också till melanocytstimulerande hormoner. Receptorn finns åtminstone i binjurebarken, hjärnan och immunsystemet, där deras huvudsakliga funktion är att frisätta glukokortikoider.
Ärftlig glukokortikoidbrist kan bero på en bristande funktion i denna receptor.